# 냉각재
냉각재(冷却材, 영어: reactor coolant)는 핵분열 과정에서 발생한 열에너지를 흡수 및 운반하여 증기를 발생시키고, 증기의 운동에너지를 발전기의 터빈으로 전달해 터빈이 돌아가면서 전기에너지가 만들어지게 하는 열매체이다. 또한 핵연료에서 생산된 과도한 에너지를 외부로 배출하여 핵연료봉의 용융을 방지하고 원자로가 과열되지 않게 식히는 역할을 한다. 핵분열 반응 결과 뜨거워진 노심을 적절히 냉각하지 않으면 원자로가 파손될 위험이 있기 때문이다. 냉각재는 원자로에서 발생하는 열을 흡수하여, 열교환기를 거치면서 외부로 전달하는 역할을 한다.

## 특징
원자로에서 사용하는 냉각재의 조건은, 열을 잘 전달하고, 되도록 중성자의 흡수효과가 작고, 값싸고 취급하기 쉬운 물질이어야 한다. 또 핵연료 피복재를 부식시키지 않고, 원자로의 다른 구성재들과 화학반응을 쉽게 일으키지 않아 화학적으로 안정성을 가져야 한다. 이러한 원자로의 냉각재로는 원자로의 종류 및 특성에 따라 경수(H2O), 중수(D2O), 이산화탄소(CO2), 헬륨(He), 소듐(Na) 등이  적절히 사용된다. 냉각제 가운데 기체는 능률이 떨어지는 반면 안전성은 높으며, 물기체는 가압해서 사용하는 것이 보통이다.
원자로의 종류에 따른 냉각제는 다음과 같다. 
| 원자로의 종류   | 원자로의 종류          | 냉각제 |
| --------------- | ---------------------- | ------ |
| 수냉각형        | 가압경수로(PWR)        | H2O    |
| 수냉각형        | 비등경수로(BWR)        | H2O    |
| 수냉각형        | 가압중수로(PHWR;CANDU) | D2O    |
| 수냉각형        | 흑연감속로(LWGR;RBMK)  | H2O    |
| 기체냉각형      | Magnox                 | CO2    |
| 기체냉각형      | AGR                    | CO2    |
| 기체냉각형      | HTGR                   | He     |
| 액체금속 냉각형 | 고속증식로(LMFBR)      | Na     |

경수로와 중수로에서 각각 냉각제로 사용되는 경수(H2O)와 중수(D2O)는 감속재 및 반사체의 역할도 겸하고 있다. 국내에서 가동 중인 가압경수로의 냉각재 순환계통은 1차계통의 노심으로부터 발생하는 열을 제거하는 역할뿐만 아니라, 핵연료봉에서 방사성물질이 노출되더라도 2차계통으로 누출되는 것을 막는 방벽 역할도 담당한다.
가압경수로의 경우에는 냉각재에 붕산을 섞어 중성자를 추가로 흡수하는 데 사용되며, 히드라진(Hydrazine: N2H4)을 섞어 냉각수의 산도(pH)를 조절하고, 방사선 때문에 물이 분해되면서(radiolysis) 생기는 산소를 다시 수소와 결합시키는 기능을 한다.
고속로의 경우에는 고속중성자를 직접 이용하므로, 중성자가 잘 흡수되지 않아야 하고, 중성자의 감속을 최소화하며, 열전달 성능이 우수한 매체를 사용해야 한다. 

## 냉각재 상실사고
냉각재가 소량 누설될 경우에는 원자로 냉각재 보충계통에서 자동으로 보충된다. 그러나 냉각재 보충계통 용량을 초과하는 냉각재 상실이 발생하면 비상노심냉각계통이나 안전주입계통이 작동하여 냉각수를 공급하게 되는데, 이런 냉각재 보충계통이 용량을 초과하는 냉각재 유출사고를 냉각재 상실사고(Loss of Coolant Accident)라고 부른다.